# Erasmoneura margaritae
Erasmoneura margaritae är en insektsart som beskrevs av Dmitry A. Dmitriev och Dietrich 2007. Erasmoneura margaritae ingår i släktet Erasmoneura och familjen dvärgstritar. Inga underarter finns listade i Catalogue of Life.